# Perec (Fluss)
Der Perec ist ein 52 km langer Fluss beziehungsweise ein Seitenkanal des Hron in der Slowakei.
Der Fluss beginnt am Wehr am Stausee Veľké Kozmálovce, indem ein Teil des Wassers des Hron in den Perec umgeleitet wird. Auch vor dem Bau des Stausees nahm man dort das Wasser für Wassermühlen ab. Auf der ersten Strecke fließt der Perec grob nach Südosten am Rande der Orte Starý Tekov und Hronské Kľačany, bevor er in Levice, unterhalb der Burg, die linksseitige Podlužianka kreuzt. Hinter Levice korrigiert durch Fluss seine Richtung nach Süd-Südosten, fließt an den Teichen von Levice (slowakisch Levické rybníky) und am Ort Mýtne Ludany vorbei und kreuzt bei Hontianska Vrbica den Fluss Sikenica. Auf der weiteren Strecke südwärts tangiert der Perec den Westrand der Orte Zbrojníky, Sikenica, Šalov, Malé Ludince, Zalaba und Sikenička, wo ein Wehr den Fluss mit dem Hron bei Bíňa über einen Kanal verbindet. Der Perec selbst erreicht den Hron ein paar Kilometer flussabwärts, vor der Brücke zwischen Kamenín und Pavlová.